# Emile Loque
Emile Leopold Locque è un personaggio del film Solo per i tuoi occhi (1981), dodicesimo della serie cinematografica di James Bond, creata da Ian Fleming. È un henchman (tirapiedi) del villain Aris Kristatos, antagonista del protagonista James Bond. È stato interpretato dall'attore Michael Gothard.

## Caratteristiche
Assassino belga, freddo e sanguinoso, conosciuto nel mondo della malavita di Bruxelles e Marsiglia, Locque è un ex detenuto fuggito dal carcere di Namur dopo aver ucciso il suo psichiatra. Al soldo di Kristatos è un tipo di poche parole, ma sempre pronto a uccidere. Lascia sempre una spilla a forma di colomba sul corpo delle vittime per collegare gli omicidi a Milos Columbo, rivale in affari e principale nemico del suo capo. Come caratteristica indossa sempre gli occhiali con lenti ottagonali.

## Film
Appare per la prima volta in una villa spagnola per pagare l'assassino dei genitori di Melina Havelock. La sua identità è scoperta da Bond attraverso l'identificazione del gadget 3D creato da Q.
Locque cerca di uccidere James Bond più volte nel corso della trama, prima a Cortina D'Ampezzo in Italia, dove uccide l'alleato di 007, e poi su una spiaggia greca quando investe e uccide la contessa Lisl von Schalf, mentre Bond viene salvato dagli uomini di Milos Columbo.
L'incontro decisivo tra i due avviene in Albania, dove viene scoperto dalla spia inglese e dagli uomini di Columbo in un magazzino. Fuggendo a bordo della sua auto, lungo una strada tortuosa, Locque viene inseguito a piedi da 007 che, apparso davanti al cofano lo colpisce alla spalla, attraverso il parabrezza. Locque perde il controllo, sbanda e si blocca pericolosamente sul bordo di una scogliera. Bond gli lancia la piccola spilla che aveva lasciato sul corpo dell'alleato di 007 morto a Cortina. Con una "leggera" spinta di Bond, Locque e la sua macchina precipitano nell'abisso.